# Achatia spoliata
Achatia spoliata là một loài bướm đêm trong họ Noctuidae.